# Joseph Ferrante
Joseph Thomas Ferrante (ur. 11 marca 1978 r. w Belleville w stanie New Jersey) – amerykański aktor telewizyjny, filmowy i sceniczny oraz model.

## Życiorys
Posiada korzenie sycylijskie. Jego matka, Elissa D'Amico, także zajmowała się aktorstwem. Pochodzi z Marlton w stanie New Jersey, gdzie w 1996 roku ukończył Cherokee High School. Uchodził za szkolną gwiazdę sportu; uprawiał lekkoatletykę, w tym bieg na 400 metrów przez płotki. Studiował politologię. W 2001 został absolwentem University of Delaware. Uczęszczał także do szkoły aktorskiej Beverly Hills Playhouse, gdzie uczył się pod nadzorem Miltona Katselasa.
W 1999 roku został zwycięzcą freestyle battle organizowanego przez jedną z filadelfijskich radiofonii. Talent aktorski Ferrante odkrył Al Mancini, aktor włoskiego pochodzenia, który aż do swojej śmierci w 2007 pozostał jego mentorem. Tego roku Ferrante rozpoczął karierę aktora profesjonalnego: w lutym debiutował rolą Johna w odcinku opery mydlanej NBC Passions, niedługo później pojawił się w epizodzie w kryminale Ridleya Scotta Amerykański gangster. Po drugoplanowym występie w komediodramacie Impreza z trupem w szafie (2008) zaangażowano go do głównej roli w niepełnometrażowym dramacie Amexica (2010). Skupiający się na temacie handlu ludźmi projekt zyskał uznanie krytyków i był rozważany jako kandydat do nominacji do Oscara w kategorii najlepszy krótkometrażowy film aktorski. Na jesieni 2010 Ferrante wystąpił na scenie hollywoodzkiego Tre Stage Theater w adaptacji kultowego filmu Klub winowajców. Zagrał Johna Bendera. W 2011 pojawiał się gościnnie w telenoweli CBS-u Żar młodości; grał oficera Ruiza. Z dużą popularnością spotkał się satyryczny serial internetowy Shit Italian Moms Say (2012), wykreowany przez Daniela Franzese. Ferrante grał w nim jedną z głównych postaci.
Ma 188 cm wzrostu, widzom znany jest z postawnej budowy ciała. Role muskularnych, atrakcyjnych fizycznie mężczyzn są dla niego charakterystyczne. W 2013 w filmie telewizyjnym Paulie zagrał agresywnego Joeya, podporządkowującego świat sile swoich mięśni. Latem 2014 pojawił się w odcinku sitcomu Mystery Girls pt. Haunted House Party. Wystąpił w roli Joego, seksownego dostawcy, z którym flirtuje bohaterka grana przez Tori Spelling. W komediowym serialu stacji CBS Dwie spłukane dziewczyny (2015) grał wysportowanego podrywacza Rico.
W thrillerze After (2014) odegrał drugoplanową postać Petera Kilborna. Na ekranie towarzyszył Kathleen Quinlan i Johnowi Domanowi. Następnie przypadły mu w udziale role Eddiego w melodramacie Poznaj moją żonę (2015), Vica w komedii romantycznej Wingman Inc. (2015) oraz agenta Lee w komedii Smothered by Mothers (2016).
Należy do Gildii Aktorów Ekranowych (SAG) oraz Amerykańskiej Federacji Artystów Telewizyjnych i Radiowych (AFTRA). Pojawia się w spotach reklamowych. Jest też członkiem kalifornijskiej agencji modeli Tag Models Inc. Pozował do zdjęć, które ukazały się na łamach takich pism jak Men’s Health, Muscle & Fitness czy Men’s Journal.
Mieszka w Beverly Hills. Za swoich idoli podaje Seana Penna, Jacka Nicholsona i Johna Cazale'a.

## Filmografia
Filmy fabularne/krótkometrażowe
- 2007: Amerykański gangster jako gangster na pogrzebie
- 2007: Bloody Good Time (krótki metraż AFI; rola pierwszoplanowa)
- 2008: Impreza z trupem w szafie (Legacy) jako Santocki
- 2010: Amexica jako mężczyzna
- 2012: Shit Italian Moms Say jako Anthony
- 2012: Gold 'n' Honey jako prokurator okręgowy
- 2013: Paulie jako Joey, mięśniak
- 2014: OKI – In the Middle of the Ocean jako Rob (rola głosowa)
- 2014: After jako Peter Kilborn
- 2015: Poznaj moją żonę (Meet My Valentine) jako Eddie
- 2015: Wingman Inc. jako Vic
- 2016: Down to Zero jako Dominic
- 2016: The Jonesy Monroe Show jako Jonesy Monroe
- 2017: Deadliest Warrior
- 2017: Smothered by Mothers jako agent Lee
- 2017: Death House jako oficer Dante

Seriale telewizyjne/internetowe
- 2007: Passions jako John
- 2008: The Middleman jako Manicoid
- 2011: Żar młodości (The Young and The Restless) jako oficer Ruiz
- 2011: Aim High jako Gio
- 2011: Chuck jako gburowaty strażnik
- 2012: Shit Italian Moms Say jako Anthony
- 2012: W sercu Hollywood (Hollywood Heights) jako oficer Maguire
- 2013: Z kopyta (Kickin' It) jako Mario
- 2014: Mystery Girls jako Joe, seksowny dostawca
- 2015: Dwie spłukane dziewczyny (2 Broke Girls) jako Rico
- 2016: Jane the Virgin jako Colby